# Église arménienne Saint-Jean-Baptiste (Chinsurah)
L'église arménienne Saint-Jean-Baptiste est un édifice religieux de l’Église apostolique arménienne sis à Chinsurah, au Bengale-Occidental (Inde). Construite de 1695 à 1697, l’édifice est la deuxième plus ancienne église chrétienne au Bengale et la plus ancienne Église arménienne en Inde. 

## Éléments d’histoire
En 1645 des marchands arméniens commencent à s’installer à Chinsurah, un comptoir colonial hollandais fondé en 1625 sur la rive gauche du Hooghly, à 35 kilomètres au nord de Calcutta (un comptoir anglais qui sera fondé en 1690). La communauté arménienne augmentant au fil des années une église est construite en 1695.  Jusqu'à la fin du XIXe siècle la colonie arménienne de Chinsurah restera importante. 
Au début du XXIe siècle les Arméniens ont pratiquement disparu de la région. L’église reste fermée la plupart du temps, sauf lors de la fête de Saint Jean-Baptiste  (13-14 janvier) ou à l’occasion d’événements spéciaux telle la visite du Catholicos de tous les Arméniens, Karékine II, le 1er mars 2007.
De nombreuses pierres tombales entourent l’église, dont celle de la famille princière d'Artsakh Gulistan Melik-Beglarian.
L'église est dans un bon état de conservation, grâce aux soins que lui porte un comité arménien de Calcutta qui s’occupent de l’entretien des églises arméniennes en Inde.